# Zalog, Straža
Zalog este o localitate din comuna Straža, Slovenia, cu o populație de 128 de locuitori.